# 청라중학교
청라중학교(靑蘿中學校)는 대한민국 충청남도 보령시 청라면 의평리에 있는 공립 중학교이다.

## 학교 연혁
- 1971년 1월 16일 : 학교 설립인가 (9학급)
- 1971년 3월 11일 : 개교
- 1978년 11월 8일 : 학급 증설인가 (18학급)
- 1982년 3월 31일 : 광산벽지학교 (라지역) 지정
- 1985년 2월 27일 : 특수학급 인가 (전학년 1학급)
- 2005년 3월 1일 : 도서․벽지학교 지정 (라지역)
- 2023년 9월 1일 : 제24대 엄경순 교장 부임
- 2025년 1월 8일 : 제52회 졸업식(33명,누계 7,246명)
- 2025년 3월 4일 : 제55회 입학식(25명)

## 참고 자료
- 청라중학교 - 한국교육학술정보원 학교알리미